# Charles Emil Ruthenberg
Charles Emil Ruthenberg (Cleveland, 9 luglio 1882 – Chicago, 2 marzo 1927) è stato un politico statunitense.

## Biografia
Figlio di emigrati dalla Germania, si iscrisse nel 1909 al Partito socialista statunitense. Nel settembre 1919 fu eletto Segretario generale dal congresso fondativo del Partito Comunista degli Stati Uniti d'America, mentre l'anno successivo entrò a far parte del Comitato esecutivo dell'Internazionale Comunista. Dopo la morte, avvenuta a Chicago nel 1927, le sue ceneri furono portate in Unione Sovietica per essere conservate presso la necropoli delle mura del Cremlino.